# 八和会馆 (广州)
八和会馆，原名琼花会馆，是位于中华人民共和国广东省广州市荔湾区恩宁路177号，是粤剧艺人邝新华、独脚英、林之所建立粤剧行业的行会组织，創立于1889年。

## 名称
八和会馆的“八和”指“和翕八方”。

## 历史

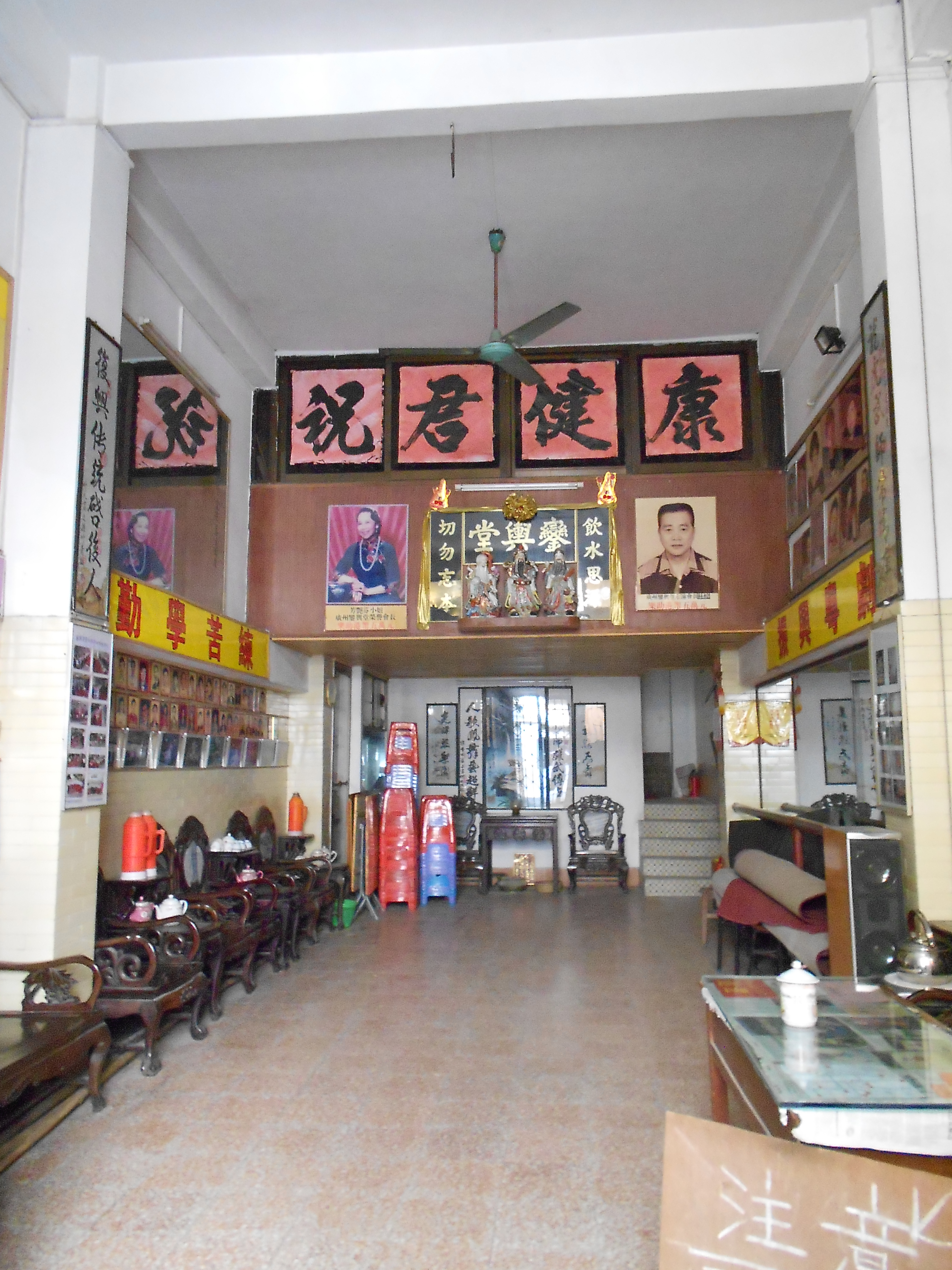
位於恩寧路永慶二巷的鑾輿堂

八和会馆是粤剧艺人的行会，其前身称琼花会馆，相传始创人叫“摊手五”，真名叫“张骞”，粤剧界称之为“前传后教张骞师父”。据八和最后一任会长黄君武所讲，在佛山大基尾（现位於禅城区市东上路）水埗头边，曾有一个石碑刻有“琼花水埗”四字，是明朝万历年立的。可以推断，该馆成立于明万历年间或万历以前。当时艺人均要习武，所以势力很大。在佛山祖庙纪念室内，还有一个铜香炉，铸有“琼馆”两字。广州文化公园旁也有一条“琼花直街”，是由原琼花会馆的庙宇产业等开拆而成的。石湾有琼馆界石碑，碑文有“龙马”两字，代表当时的两派。
咸丰四年（1854年），因粤剧艺人李文茂将粤剧艺人组织起来参加太平天国运动，株连整个粤剧界，琼花会馆被清政府夷为平地，许多粤剧艺人被杀，幸免遇难的有远走南洋，有的则逃到广州西关的黄沙。那时黄沙非常荒凉，人称“乞儿地”，艺人以乞讨为生。
到了清朝同治六年（1867年），李从善老先生由于同情粤剧艺人的遭遇，将其在黄沙同吉大街（现大同路口）的房屋，用作粤剧艺人活动的地方，开设了“吉庆公所”。后来，越来越多拥有名伶的班主组建公司自行操办演出事宜，于是吉庆公所的作用越来越小。
清光绪光緒十八年（1889年），粤剧艺人受难者得到了一个读书人梁同善无私的鼎助，他帮助粤剧人上诉朝廷并最终获得胜诉，粤剧艺术才得以复活。同年，粤剧武生邝新华等人在黃沙舊地海傍街（今貨運广州南站职工宿舍一带）兴建了粤剧行会“八和会馆”（按：此建成時間為內地出版的史誌所認定，但民國最後一任八和會館會長黃君武回憶是光緒八九年間；香港黃兆漢在《二三十年代的粵劇劇本》中說是光緒二年建成。倘瑞麟同意解禁一事屬實，則於光緒二年建成較合理。但瑞麟解禁一事並未有確証。）八和会馆成立后仍然设有吉庆公所，是原吉庆公所的变相。当时八和会馆中间隔一条青云巷就是吉庆公所。八和会馆左边，分八个堂，只有慎和堂则迁入吉庆公所，後面是“安息所”、“敬老院”（收容无儿女的老艺人），还有一个神楼，安放李从善的神主牌（灵牌）。
1937年，八和会馆被日军飞机炸毁，只有大门依然无损，八堂從此成為歷史。抗日战争结束后的1946年，八和会馆恢复活动，当时租得十三甫路一间屋作会址，定名为广东省八和粤剧协进会。不久後，美洲三藩市、新加坡等地艺人捐了一万多美元回来，在西關恩宁路177号現址买了一间屋作会址，并在河南堑口长庚里39号买了一间屋为宿舍，买了河南鳌洲外街33号（现滨江西路）一间屋作分会。1946年，以关德兴、薛觉先、马师曾为正副会长，但均是挂名的，实权落在尹铁（当时市公安局的警探，后台是市公安局警探长李彦良）手上。
中華人民共和國建政後，八和会馆“收归”国有，但粤剧艺人仍可自由组织戏班演出。到1951年9月，“八和会馆”移交给广州市总工会，成立“文艺工作者工会”，也称“粤剧曲艺工人临时代表会”。1957年，广东对戏剧界进行“改革”，演员要纳入文化部门的统一管理中，戏服道具等什么都要上交“公家”，使八和会馆被停止活动，会馆被改造成剧团宿舍。在此之前，在八和会馆登记的粤剧从业人员有近6000人，他们组织了近百个民营业员戏班。
文化大革命期间，《琼花八和历史拉杂记》遗失。该书由粤剧耆宿任俊三先生於1944年在广州口述，雇人缮写。再由沦陷期间八和会馆最后一任会长黄君武斥资三百大洋完成。香港八和粵劇學院導師區文鳳1992年在广州民间发现此书，并以港币购得带回香港，现藏於三棟屋博物館。
直至20多年後的1983年，由丁公醒带头成立粤剧研究小组，1985年开始改为“广东粤剧八和联谊会”。六年後关新担任了该会的副会长。关新说，当时几个粤剧老艺人，在没有国家资助的情况下，在恩宁路八和会馆旧址里坚持重新办会，而旧址因年久失修已很破败，属于危楼。到了1999年後，以吴国华、曹秀琴、郭英伟、小神鹰等为首的新班子开始操办在残垣瓦砾里将八和会馆重新组织起来一事。到2003年初，广东八和会馆才终于在时任广东省委副书记陈绍基的首肯和广东省民政厅等部门的审核下恢复原名。2011年9月，公布为荔湾区文物保护单位。

## 建築
文化大革命前后座平房倒塌，数年后由广州市粤剧团建一层平顶楼房，间隔成多个单间，分配给剧团员工作宿舍之用，前座三层仍为会馆之用。二十一世纪，因风侵雨蚀加上白蚁，每年都有部分屋顶塌下，房屋严重漏水。这座超过半个世纪的砖木建筑分前后两部分，前面是三层楼房，后面四间平房，共长34米、宽4米。当时大部分房间已空置，仅前楼三层供活动及接待客人之用，四间平房屋顶已塌三间；危险地方已上锁，或用杂物阻挡以防误入。大屋内青砖墙、废旧木漆戏箱受潮散发着浓烈霉味。
2003年，八和会馆旧址危楼的修建计划启动，但当时会馆历年的财政储蓄只有7万元，众多粤剧艺人便再次携手，义演自筹资金。粤剧名伶吴国华、曹秀琴等率领省粤剧二团到香港演出筹款，戏票收入及热心人士捐款共计港币26万元、人民币20万元。同年11月，八和会馆首期维修启动，後来荔湾区政府也投资6000万元参与，令修葺进度加快。重修後的建筑外立面保留民国时期建筑特色，而在海傍街旧址幸存的大门，因在大跃进期间曾被用作四吨大卡车车库垫板仍完好无缺，这对板门便在修葺时被接回安装（原暂放在銮舆堂）。整座建筑的修葺保留前座建筑格局和外立面，后座改建为两层楼房。
重修后会馆建筑坐北朝南，宽5米，深30米，平面布局狭长，钢筋混凝土结构，占地面积约150平方米，外墙墙面以水磨青砖砌筑，骑楼用一对方石柱支撑，前座建筑首层高约5米，第二、三层高约3.5米，外立面均有一对罗马柱作装饰，阳台上装有落地窗式木门，第四层前半部分为天台，后半部分为高三米的硬山顶天台房；后座建筑为硬山顶，碌灰筒瓦。首层建筑正中开门，有趟栊和板门，板门上绘有门神，门额题有“广东八和会馆”的行书字体，两侧有一对木框联。前座首层做大堂，二楼为接待厅，三楼设音效活动室，四楼作杂物房；后座首层为华光堂，二楼为办公用地。

### 墓園
八和墓園位於三元里走馬崗，現佔地面積736平方米，一共有190多座墓穴，其中多數為粵劇伶人與家人的合墓，包括薛覺先、梁蔭棠、靚少佳等多名粵劇名伶，為中國大陸唯一的梨園墓地，2009年已列入越秀區文物保護單位。早在清末民初時期，八和會館一共在附近購買了四個墓園，因1949年中共建政後眾多的政治運動，如文化大革命等，其他三處都因各種原因被城市吞噬，僅存的這一塊面積僅為1949年前的三分之一。1986年，粵劇八和聯誼會擔任理事的粵劇武生梁金峰獨自來到八和墓園，爬上墓地山坡將當時170多個墓碑上的名字和相關資料逐個記下並送到廣州市民政局之後，1987年當局終於歸還墓地，並在周圍建了一道紅磚圍牆。廣州市城市規劃局也把此處劃為市區內“用地控制範圍”，禁止隨便佔用及興建。

### 鑾輿堂
鑾輿堂坐落在恩寧路永慶二巷，是粵劇武生會館，與八和會館相距不遠。1978年起，時任香港八和會館副主席和香港鑾輿堂理事長的林蛟往返港穗兩地，與廣東鑾輿堂理事長葉兆栢商討修葺事宜。林蛟負責籌款，香港藝人紛紛響應，關海山、鄧光榮、成龍、汪明荃、梅艷芳等都主動捐資參與。15年後，「爛溶溶」的廣州鑾輿堂終於落成。

## 组织
八和會館共分八堂，作為粵劇藝人住宿之用：兆和堂、慶和堂、福和堂、新和堂、永和堂、德和堂、慎和堂、普和堂。意为八堂和合，和衷共济。不同的行當被安排居住不同的分堂：
- 兆和堂：只有公腳、小生、總生、正生、大花面等行當才能有資格居住；
- 慶和堂：與兆和堂性質相同。只有二花面、六分等行當才能有資格居住；
- 福和堂：只作為花旦住宿之用，與兆和堂性質相同；
- 新和堂：只供住宿之用，與兆和堂性質相同；
- 永和堂：只供小武和武生住宿之用，與兆和堂性質相同；
- 德和堂：只供五軍虎和打武家住宿之用，與兆和堂性質相同；
- 慎和堂：只供接戲及賣戲者住宿之用，與兆和堂性質相同；
- 普和堂：後來改為「普福堂」，只供粵劇棚面的音樂人員住宿之用，與兆和堂性質相同。

由於工作人員眾多，八和會館更設有方便所（醫療室）、養老院、一別所（安排身後事情）、小學（香港八和會館小學（藍田）已拆）、何益公司（戲箱行）。
八和會館會員眾多，管理制度不斷完善。後期實行行長制度，各行行長都是全體人員推舉出來，到了今天仍然會定期選舉主席。隨著粵劇不斷向各地發展，八和會館也成立了不少分會，現存的分會遍布世界18個國家或地區，而廣東八和會館被海內外粵劇人士尊為「母會」。

## 延伸阅读
- 《广州市文物普查汇编·荔湾区卷》，广州出版社，2006年11月版，ISBN 7-80731-287-4